# Monochelus squamans
Monochelus squamans är en skalbaggsart som beskrevs av Gyllenhall 1817. Monochelus squamans ingår i släktet Monochelus och familjen Melolonthidae. Inga underarter finns listade i Catalogue of Life.